# Trenčianska Teplá
Trenčianska Teplá (in tedesco Töpl, in ungherese Hőlak) è un comune della Slovacchia facente parte del distretto di Trenčín, nella regione omonima.
È citata per la prima volta in un documento storico nel 1355 con il nome di Topla. Appartenne alla città di Trenčín e poi alla nobile famiglia dei Szaluszky o Szaliszky.